# Tűzkerék
A Tűzkerék egy magyar rockzenekar volt.

## Története
Radics Béla alapította 1970. január 12-én. Magyarországon a Tűzkerék játszott először Led Zeppelin-dalokat. Kiváló zenészek alkották az együttest, ám a korukbeli kultúrpolitika mindig is túlzottan külvárosinak tartotta őket, lemezük nem jelenhetett meg. 1971 végén oszlottak fel. Radics 1975 környékén újjáélesztette a zenekart, változó felállásokban játszottak, 1977-től 1978-ig társai Döme Dezső és Póka Egon voltak, ezzel a felállással készült 1978-ban egy TV-felvétel (Déri János Fiatalok órája c. műsorában adtak elő 3 dalt). 1979-től változott a felállás: Soldos László, Szabó "Richie" György és Kun Tamás érkeztek az együttesbe. Ezzel a felállással születtek lemeztervek, össze is állt az anyag amit rögzítettek volna, borítóterv is volt, ám a lemezkészítés meghiúsult. 1981 táján Radics összeállt az Aréna együttes tagjaival, és továbbra is Tűzkerék néven, 1982-ben bekövetkezett haláláig velük lépett fel.

## Lemezeik
- Tűzkerék '78 (koncertfelvétel; Radics Béla RB Emléktársaság, 2010; katalógusszám: 001 Radics LP)